# Cantón de Abbeville-Norte
El cantón de Abbeville-Norte era una división administrativa francesa, que estaba situada en el departamento de Somme y la región de Picardía.

## Composición
El cantón estaba formado por siete comunas:
- Abbeville (fracción)
- Bellancourt
- Caours
- Drucat
- Grand-Laviers
- Neufmoulin
- Vauchelles-les-Quesnoy

## Supresión del cantón de Abbeville-Norte
En aplicación del Decreto nº 2014-263 de 26 de febrero de 2014, el cantón de Abbeville-Norte fue suprimido el 22 de marzo de 2015 y sus 7 comunas pasaron a formar parte; seis del nuevo cantón de Abbeville-1 y la fracción de la comuna que le daba su nombre se unió con la otra fracción para que, por medio de una reestructuración cantonal, fueran creados los nuevos cantones de Abbeville-1 y Abbeville-2.